# Système d'interrogation, de gestion et d'analyse des publications scientifiques
Le Système d’interrogation, de gestion et d’analyse des publications scientifiques (Sigaps) est un outil français de bibliométrie, qui permet d'évaluer quantitativement la recherche des CHU pour en déterminer les dotations financières, selon des modalités qui encouragent les chercheurs à publier beaucoup, y compris dans des revues médiocres.

## Genèse
Avant 2007, les activités de recherche des CHU étaient rémunérées de manière forfaitaire, en proportion du budget du CHU.
À partir de 2007 le modèle « MERRI » (missions d’enseignement, de recherche, de référence et d’innovation) permet de calculer un financement comprenant une part fixe (salaires), une part modulable (activités de recherche et d'enseignement) et une part variable (liée à des projets de recherche par projet). La part modulable déterminée sur la base de quatre indicateurs : publications scientifiques, essais cliniques, étudiants et brevets. Le logiciel Sigaps, élaboré par le CHU de Lille en 2001 est choisi pour calculer l’indicateur « Publications »,,, est déployé en 2008 au sein de l’ensemble des établissements hospitalo-universitaires.

## Principe
Sigaps automatise l’analyse de la production scientifique d'une unité en interrogeant la base de données bibliographiques Medline, via le serveur Pubmed. Le logiciel attribue annuellement des scores pour l’établissement, le service, le chercheur, basés sur le nombre et l'impact des publications, et la position de l’auteur sur chaque publication, en s'appuyant sur une classification des journaux basé sur leur le positionnement de leur facteur d'impact (IF) par rapport à celui des autres journaux de sa ou de ses discipline(s). Chaque publication, indépendamment de son contenu, rapporte de 1 à 32 points en fonction du résultat du calcul, chaque point valant près de 600 euros par an pendant quatre ans.   
Les résultats sont publics; d'après le statisticien qui a conçu l'outil, cela permet une meilleure information des patients sur le « degré d'implication des différents établissements en matière de recherche » .  

## Critiques
Un article « en premier auteur » dans le très prestigieux journal médical The Lancet rapporte environ 16 000 € à l'hôpital par an et pendant 4 ans,. Cependant, paradoxalement, le système de calcul encourage plutôt les chercheurs à publier beaucoup dans des journaux à faible impact,,. Le Point explique que chacun des quarante articles  « signés par Didier Raoult dans le « International Journal of Antimicrobial Agents », dont l'éditeur en chef travaille au sein de son IHU, a ainsi rapporté de 3 600 euros à 14 400 euros par an à l'AP-HM ». Ce système très rentable a permis à Didier Raoult de faire pression sur sa tutelle : celui-ci explique avoir « menacé de faire la grève des signatures » des articles pour obtenir son institut quand il ne disposait que d'un pôle dédié aux maladies infectieuses. Sur le problème du conflit d'intérêts, un statisticien qui a contribué à mettre en place Sigaps reconnait que  « les questions qui circulent sur le bien-fondé de ces pratiques sont légitimes » et s'interroge sur la possibilité d'une « manière détournée de booster son score ». La Cour des comptes demandait en décembre 2017, de « modifier sans délai les modalités d'affectation des recettes » liées à la recherche, le système de points apparaissant insuffisamment discriminants selon la qualité des recherches, et ne faisant pas l'objet de contrôles suffisants.
Le partage de l’enveloppe budgétaire MERRI selon le score SIGAPS met les chercheurs d'établissements différents en compétition, alors qu'on peut estimer que la recherche clinique devrait être collaborative pour rester compétitive.
Le système a particulièrement réussi à Didier Raoult, dont la production scientifique très abondante mais de qualité inégale lui permet de rapporter 20 % des points Sigaps à l'AP-HM, ce qu'il utilise comme argument pour influer sur la direction de l'hôpital,.
Selon les chercheurs Yves Gingras et Mahdi Khelfaoui, le système Sigaps a dérivé vers un outil d’évaluation des chercheurs et des institutions : « plusieurs CHU utilisent désormais les données de publication individuelles compilées par SIGAPS dans les processus d’embauche ou de promotion des chercheurs »,.
En mars 2024, un colloque sur le SIGAPS organisé par le Haut Conseil de l'évaluation de la recherche et de l'enseignement supérieur et l'Office français de l'intégrité scientifique met de nouveau en évidence son dévoiement d'outil de bibliométrie à outil de financement, ainsi que les méconduites scientifiques qu'il produit (saucissonnage des articles, multiplication des auteurs). Les participants au colloque appellent au développement d'autres modes d'évaluation et de financement de la recherche scientifique en santé.